# Innocent Emeghara
Innocent Nkasiobi Emeghara (Lagos, 27 maggio 1989) è un ex calciatore nigeriano naturalizzato svizzero, di ruolo attaccante.
In patria è soprannominato La mosca atomica, mentre, ai tempi della sua militanza al Siena, è stato subito ribattezzato dai tifosi Lo svizzero d'ebano.

## Carriera

### Club

#### Giovanili e Winterthur
Cresciuto nel Winterthur prima e nello Zurigo dopo, nell'estate 2009 viene ceduto al Winterthur in Challenge League. Con i Löwen esordisce il 27 luglio 2009 nella partita Sciaffusa-Winterthur 0-0. Il 10 agosto seguente realizza la sua prima rete da professionista, siglando il gol vittoria nella partita Winterthur-Kriens 1-0. Conclude la sua prima stagione da professionista collezionando 28 presenze con 16 gol in Campionato e 3 partite e 5 gol nella Coppa Svizzera.

#### Grasshopper e Lorient
Nell'estate seguente viene acquistato dal Grasshoppers in Super League; con la maglia bianco-blu esordisce il 17 luglio 2010, subentrando al 90º minuto della partita Grasshopper-Neuchâtel Xamax 1-1. Il 19 agosto esordisce in Europa League durante la partita Steaua Bucarest-Grasshopper 1-0; dieci giorni dopo invece gioca la sua prima partita da titolare in Super League, mentre il 22 settembre seguente realizza la sua prima rete con gli Hoppers in Basilea-Grasshopper 2-2. Conclude la sua prima stagione in Super League con 33 presenze e 9 gol in campionato, 4 partite e 1 gol in Coppa Svizzera e 2 partite di Europa League.
Il 31 agosto 2011, dopo che Innocent nelle prime sette partite di Super League 2011-2012 realizza ben 5 gol, viene acquistato dalla società francese del Lorient. Fa il suo esordio con la squadra bretone il 10 settembre 2011 contro il Sochaux, entrando in campo durante la ripresa e siglando all'88' il gol del pareggio. La sua prima stagione con i Merlu lo vede schierato in campo in 27 occasioni in Ligue 1 (nelle quali mette a segno 5 gol), in 3 partite di Coupe de la Ligue (dove segna 2 gol) ed in una gara di Coupe de France.
La stagione seguente milita sempre nella formazione arancione-nera, ma fino al mercato di gennaio 2013 gioca solamente una partita: Valenciennes-Lorient 6-1, nella quale subentra al 72', facendosi espellere in meno di 4 minuti.

#### Siena e Livorno
Il 22 gennaio 2013 si trasferisce alla società italiana del Siena in prestito con diritto di riscatto. Il 27 gennaio esordisce in Serie A nella gara contro l'Udinese, entrando nella ripresa al 58'. Una settimana dopo, schierato titolare nella partita contro l'Inter, segna il gol del momentaneo 1-0, il primo in Serie A. Il 18 febbraio 2013 realizza la sua prima doppietta in Serie A, nella gara casalinga contro la Lazio, terminata 3-0 per la Robur. Conclude la sua mezza stagione in Italia e con il Siena totalizzando 17 presenze in campionato condite da 7 gol. A fine stagione viene riscattato dalla società toscana.
Il 27 agosto 2013 viene acquistato dal Livorno in prestito oneroso. All'esordio con la maglia amaranto, nella vittoria esterna per 4-1 contro il Sassuolo, va subito in rete, mettendo a segno un gol su calcio di rigore e propiziando l'autogol di Antonio Rosati. Il 31 marzo 2014 realizza il suo 4º goal con la maglia amaranto nella gara interna contro l'Inter che vale il 2-2. Nonostante il grande contributo che Emeghara dà alla squadra con 4 gol, 7 assist e ottime prestazioni il Livorno non riesce a salvarsi.
Dopo la fine del prestito torna al Siena, e rimane svincolato a causa del fallimento del club.

#### Qarabag
Il 6 ottobre 2014 passa alla squadra azera del Qarabag, firmando un contratto fino alla successiva sessione di mercato. Mette a segno i suoi primi due gol nella vittoria per 3-2 contro lo Xazar-Lankaran, andando nuovamente a segno due settimane più tardi in coppa nella vittoria per 4-2 contro il MOIK Baku.
Nel gennaio 2015 rescinde il contratto che lo legava al club azero totalizzando tra campionato e coppa nove presenze e 6 gol, per accasarsi con l'Amburgo nel ritiro invernale a Dubai, ma dopo un periodo di due settimane non supera il provino, rimanendo così nuovamente senza squadra.

#### San Jose Earthquakes
Il primo febbraio 2015 firma un contratto con la squadra americana San Jose Earthquakes, militante nella MLS. Il giocatore elvetico esordisce l'8 marzo nella sconfitta esterna contro il Dallas, mentre una settimana dopo - alla seconda giornata di campionato - segna il suo primo gol "americano", realizzando il 3-2 finale nella vittoria interna contro il Seattle Sounders. A causa di un infortunio al menisco è costretto a saltare gran parte della stagione. Conclude la sua prima esperienza oltre oceano con 7 presenze e un gol.

#### Approdo all'Ermis Aradippou e Ritorno al Qarabag
Il 17 agosto 2017, il giocatore approda a Cipro, firmando per l'Ermīs Aradippou, arrivando insieme al ghanese Emmanuel Frimpong. Nel club, metterà a segno 9 reti in 31 partite di campionato.
Il 24 luglio 2018, Emeghara è tornato al Qarabağ. Durante la sua seconda perentesi per il club azero, andrà a segno per 5 volte in 11 apparizioni ufficiali.

#### Fatih Karagumruk
Il 9 agosto 2019, Emeghara vola in Turchia per firmare con il Fatih Karagümrük, club militante nella Süper Lig.

#### Ritorno in Svizzera e ritiro
Nell'ottobre 2020, dopo essersi allenato già tre settimane con il club, Emeghara ha firmato un contratto biennale per il cub in cui iniziò la sua carriera professionistica, ovvero, l'FC Winterthur, dove ha iniziato la sua carriera nel 2010.
Il 26 luglio 2021 rescinderà il contratto con il club, ritirandosi ufficialmente dal calcio giocato a soli 32 anni.

### Nazionale
Ha esordito con la maglia della nazionale Under-21 rossocrociata il 9 febbraio 2011 in un'amichevole contro i pari età dell'Ucraina, segnando anche un gol. È vicecampione europeo di categoria nello stesso anno.
Esordisce in nazionale maggiore il 4 giugno 2011 contro l'Inghilterra per le gare valevoli per le qualificazione a Euro 2012, entrando al 90' in sostituzione di Tranquillo Barnetta. Non è stato convocato né ai Mondiali 2014 né agli Europei 2016.

## Statistiche

### Presenze e reti nei club
Statistiche aggiornate al 8 ottobre 2020.
| Stagione                | Squadra                 | Campionato              | Campionato | Campionato | Coppe nazionali | Coppe nazionali | Coppe nazionali | Coppe continentali | Coppe continentali | Coppe continentali | Altre coppe | Altre coppe | Altre coppe | Totale | Totale |
| Stagione                | Squadra                 | Comp                    | Pres       | Reti       | Comp            | Pres            | Reti            | Comp               | Pres               | Reti               | Comp        | Pres        | Reti        | Pres   | Reti   |
| ----------------------- | ----------------------- | ----------------------- | ---------- | ---------- | --------------- | --------------- | --------------- | ------------------ | ------------------ | ------------------ | ----------- | ----------- | ----------- | ------ | ------ |
| 2006-2007               | Zurigo U21              | 1Lp                     | 7          | 2          | -               | -               | -               | -                  | -                  | -                  | -           | -           | -           | 7      | 2      |
| 2007-2008               | Zurigo U21              | 1Lp                     | 15         | 5          | -               | -               | -               | -                  | -                  | -                  | -           | -           | -           | 15     | 5      |
| 2008-2009               | Zurigo U21              | 1Lp                     | 26         | 9          | -               | -               | -               | -                  | -                  | -                  | -           | -           | -           | 26     | 9      |
| Totale Zurigo U21       | Totale Zurigo U21       | Totale Zurigo U21       | 48         | 16         |                 |                 |                 |                    |                    |                    |             |             |             | 48     | 16     |
| 2009-2010               | Winterthur              | ChL                     | 28         | 16         | CS              | 3               | 5               | -                  | -                  | -                  | -           | -           | -           | 31     | 21     |
| 2010-2011               | Grasshoppers            | SL                      | 33         | 9          | CS              | 4               | 1               | UEL                | 2                  | 0                  | -           | -           | -           | 39     | 10     |
| ago. 2011               | Grasshoppers            | SL                      | 7          | 5          | CS              | 0               | 0               | -                  | -                  | -                  | -           | -           | -           | 7      | 5      |
| Totale Grasshoppers     | Totale Grasshoppers     | Totale Grasshoppers     | 40         | 14         |                 | 4               | 1               |                    | 2                  | 0                  |             |             |             | 46     | 15     |
| ago. 2011-2012          | Lorient                 | L1                      | 27         | 5          | CF+CdL          | 1+3             | 0+2             | -                  | -                  | -                  | -           | -           | -           | 31     | 7      |
| 2012-gen. 2013          | Lorient                 | L1                      | 1          | 0          | CF+CdL          | 0               | 0               | -                  | -                  | -                  | -           | -           | -           | 1      | 0      |
| Totale Lorient          | Totale Lorient          | Totale Lorient          | 28         | 5          |                 | 4               | 2               |                    | -                  | -                  |             | -           | -           | 32     | 7      |
| gen.-giu. 2013          | Siena                   | A                       | 17         | 7          | CI              | -               | -               | -                  | -                  | -                  | -           | -           | -           | 17     | 7      |
| 2013-2014               | Livorno                 | A                       | 30         | 4          | CI              | 0               | 0               | -                  | -                  | -                  | -           | -           | -           | 27     | 4      |
| ott. 2014-2015          | Qarabağ                 | PL                      | 8          | 5          | CA              | 1               | 1               | UEL                | -                  | -                  | -           | -           | -           | 9      | 6      |
| 2015                    | San Jose Earthquakes    | MLS                     | 7          | 1          | USOC            | 0               | 0               | -                  | -                  | -                  | -           | -           | -           | 7      | 1      |
| 2016                    | San Jose Earthquakes    | MLS                     | 6          | 0          | USOC            | 1               | 0               | -                  | -                  | -                  | -           | -           | -           | 7      | 0      |
| Totale S.J. Earthquakes | Totale S.J. Earthquakes | Totale S.J. Earthquakes | 13         | 1          |                 | 1               | 0               |                    | -                  | -                  |             | -           | -           | 14     | 1      |
| 2017-2018               | Ermis Aradippou         | A                       | 24+4       | 8+1        | CC              | 2               | 0               | -                  | -                  | -                  | -           | -           | -           | 30     | 9      |
| 2018-2019               | Qarabağ                 | PL                      | 11         | 5          | CA              | 0               | 0               | UCL+UEL            | 3+4                | 0                  | -           | -           | -           | 18     | 5      |
| Totale Qarabağ          | Totale Qarabağ          | Totale Qarabağ          | 19         | 10         |                 | 1               | 1               |                    | 7                  | 0                  |             | -           | -           | 27     | 11     |
| 2019-2020               | Fatih Karagümrük        | 1L                      | 28+3       | 7+0        | CT              | 1               | 0               | -                  | -                  | -                  | -           | -           | -           | 32     | 7      |
| 2020-2021               | Winterthur              | ChL                     | 12         | 1          | CS              | 0               | 0               | -                  | -                  | -                  | -           | -           | -           | 0      | 0      |
| Totale carriera         | Totale carriera         | Totale carriera         | 294        | 90         |                 | 16              | 9               |                    | 9                  | 0                  |             | -           | -           | 319    | 99     |

### Cronologia presenze e reti in nazionale
| Cronologia completa delle presenze e delle reti in nazionale ― Svizzera | Cronologia completa delle presenze e delle reti in nazionale ― Svizzera | Cronologia completa delle presenze e delle reti in nazionale ― Svizzera | Cronologia completa delle presenze e delle reti in nazionale ― Svizzera | Cronologia completa delle presenze e delle reti in nazionale ― Svizzera | Cronologia completa delle presenze e delle reti in nazionale ― Svizzera | Cronologia completa delle presenze e delle reti in nazionale ― Svizzera | Cronologia completa delle presenze e delle reti in nazionale ― Svizzera |
| Data                                                                    | Città                                                                   | In casa                                                                 | Risultato                                                               | Ospiti                                                                  | Competizione                                                            | Reti                                                                    | Note                                                                    |
| ----------------------------------------------------------------------- | ----------------------------------------------------------------------- | ----------------------------------------------------------------------- | ----------------------------------------------------------------------- | ----------------------------------------------------------------------- | ----------------------------------------------------------------------- | ----------------------------------------------------------------------- | ----------------------------------------------------------------------- |
| 4-6-2011                                                                | Londra                                                                  | Inghilterra                                                             | 2 – 2                                                                   | Svizzera                                                                | Qual. Euro 2012                                                         | -                                                                       |                                                                         |
| 10-8-2011                                                               | Vaduz                                                                   | Liechtenstein                                                           | 1 – 2                                                                   | Svizzera                                                                | Amichevole                                                              | -                                                                       |                                                                         |
| 6-9-2011                                                                | Basilea                                                                 | Svizzera                                                                | 3 – 1                                                                   | Bulgaria                                                                | Qual. Euro 2012                                                         | -                                                                       | 83’                                                                     |
| 7-10-2011                                                               | Swansea                                                                 | Galles                                                                  | 2 – 0                                                                   | Svizzera                                                                | Qual. Euro 2012                                                         | -                                                                       | 71’                                                                     |
| 11-10-2011                                                              | Basilea                                                                 | Svizzera                                                                | 2 – 0                                                                   | Montenegro                                                              | Qual. Euro 2012                                                         | -                                                                       | 69’                                                                     |
| 29-2-2012                                                               | Berna                                                                   | Svizzera                                                                | 1 – 3                                                                   | Argentina                                                               | Amichevole                                                              | -                                                                       | 81’                                                                     |
| 30-5-2012                                                               | Lucerna                                                                 | Svizzera                                                                | 0 – 1                                                                   | Romania                                                                 | Amichevole                                                              | -                                                                       | 64’                                                                     |
| 15-8-2012                                                               | Spalato                                                                 | Croazia                                                                 | 2 – 4                                                                   | Svizzera                                                                | Amichevole                                                              | -                                                                       | 88’                                                                     |
| 23-3-2013                                                               | Nicosia                                                                 | Cipro                                                                   | 0 – 0                                                                   | Svizzera                                                                | Qual. Mondiali 2014                                                     | -                                                                       | 45’                                                                     |
| Totale                                                                  |                                                                         | Presenze                                                                | 9                                                                       |                                                                         | Reti                                                                    | 0                                                                       |                                                                         |

## Palmarès

### Club

#### Competizioni nazionali
- Campionato azero: 2

Qarabağ: 2014-2015, 2018-2019
- Coppa dell'Azerbaigian: 1

Qarabağ: 2014-2015